# Barrage de Kurobe
Le barrage de Kurobe est un barrage construit sur le fleuve Kurobe, dans la préfecture de Toyama, au Japon.

## Présentation
La construction du barrage de Kurobe commença en 1956 et se termina en 1963. Long de 492 m et haut de 186 m, il est associé à une centrale hydroélectrique d'une capacité de 335 MW. Il est géré par la Kansai Electric Power Company.